# Thomas Hiljemark
Lars Thomas Erland Hiljemark, tidigare Gustafsson, född 16 november 1978, är en svensk tidigare handbollsspelare (vänsternia). Hiljemark är en av Anderstorps SK:s bästa målskyttar genom tiderna, med 1 055 mål på 262 tävlingsmatcher för klubben.

## Klubbar
- Anderstorps SK (–2001)[3]
- IK Sävehof (2001–2006)
- Alingsås HK (2006–2007)
- Anderstorps SK (2007–2011)

## Meriter
- Två SM-guld (2004 och 2005) med IK Sävehof